# Prison du Bouffay
Pour les articles homonymes, voir Bouffay.
La prison du Bouffay est une ancienne prison aujourd'hui disparue aménagée en 1467 au sein même du château du Bouffay, situé en plein cœur de la cité médiévale de Nantes, dans le quartier éponyme.

## Histoire

### Dépôt des Noirs
La prison du Bouffay sert de « dépôt des Noirs » à la fin du XVIIIe siècle. En effet, à cette époque, de plus en plus de Noirs, majoritairement esclaves ou parfois affranchis, sont présents en métropole, et particulièrement dans les ports négriers. Ceux-ci sont utilisés, soit comme domestiques par les riches familles ; soit envoyés par les colons pour se former à certains métiers, avant leur retour forcé aux colonies. Juridiquement, la présence d’esclaves sur le sol de France (métropolitaine) est interdite depuis l’Édit de 1315, pour qui « le sol de la France affranchit l'esclave qui le touche ». Toutefois, afin de soulager l'inquiétude des colons et des esclavagistes, des dérogations sont instituées avec l'édit de 1716, puis la loi de 1738, permettent de suspendre l'automaticité de l’obtention de la liberté.
Cette présence trouble la quiétude de certains bourgeois, à tel point que les autorités s'inquiètent de la croissance de cette immigration noire forcée. En 1777, un recensement est réalisé en Bretagne, et on dénombre environ 700 Noirs à Nantes, la plupart domestiques. En conséquence, un édit met en place une « police des noirs », et interdit toute nouvelle entrée d'esclaves sur le territoire, sous peine d'être enfermés dans des « dépôts des noirs », au frais de leurs maîtres, avant leurs retours forcés aux îles. En majorité installés comme des enclaves au sein des prisons royales, celui de Nantes est situé au Bouffay.

### La prison pendant la Révolution

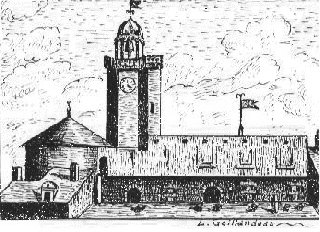
La prison du Bouffay, gravure du XVIII.

Dès 1790, le Bouffay est en mauvais état, il y a à cette période 114 hommes et 25 femmes détenus. En 1791, la prison, qui dispose de 400 à 500 places, est remplie et une partie des prisonniers sont enfermés au château des ducs de Bretagne. En décembre 1791, le concierge Gérardeau est suspendu par le conseil général de la commune pour avoir laissé des prêtres réfractaires célébrer la messe dans la chapelle de la prison, il est remplacé par Bernard de Laquèze. Il est alloué au nouveau concierge six sous par jour et par détenu pour les frais de gîtes et de geôlage comprenant principalement le pain et la paille.
À partir de juin 1792, d’autres prisons sont aménagées à Nantes, les suspects sont transférés au château des ducs et les prêtres réfractaires aux Carmélites, ainsi aux premiers jours de l’année 1793 seuls les prisonniers de droits communs sont conservés au Bouffay. 
Dans les mois qui suivent la prison est à nouveau remplie de suspects, enfermés parfois à la suite d'une simple dénonciation. Le 9 novembre 1793, la contagion est telle que le tribunal criminel qui jouxtait la prison, évacue les lieux pour se porter à la Halle. Le Bouffay connait une importante mortalité due aux maladies, du 21 novembre 1793 au 20 novembre 1794 l’état des décès du Bouffay constate la mort de 206 détenus, dont 47 pour le seul mois de frimaire et ce malgré le transfert de plusieurs malades pour la maison des Frères. 
Le Comité révolutionnaire de Nantes gère l'épidémie de dysenterie puis de typhus en faisant noyer cent-trente détenus. 
Cette noyade du Bouffay est la seule concernant les détenus de cette prison, néanmoins certains prisonniers sont par la suite transférés à la prison de l'Entrepôt des cafés où les chances de survies sont bien plus faibles. Parallèlement quelques prisonniers de l’Entrepôt sont également conduits au Bouffay, on en compte ainsi 13 le 7 janvier 1794. 
Le concierge Bernard Laquèze affiche un souhait du respect des formes et tente de freiner la mortalité. Le Comité révolutionnaire va jusqu'à lui reprocher la dépense d'un suaire par détenu mort. Un chef vendéen, La Roberie, écrivit « qu’il avait porté envers les détenus l’humanité et les égards, les procédés et les services, au-delà de ce qu’on aurait pu attendre en un temps ordinaire. Tous avaient à se louer de ses complaisances, plusieurs avaient reçu de ses bienfaits, et quelques-uns lui devaient la vie. » 
Fin janvier une commission sanitaire est formée afin de mettre fin à l’épidémie. Le pharmacien Boistaux rédige son rapport à la municipalité le 31 janvier :

« Bouffay : Grand civil ; j’ai trouvé dans la salle du Grand-civil huit malades, dont quelques-uns étaient très malades, et huit autres dans les deux greniers.
Petit-civil : dans le grenier, deux malades.
Cachot d’en haut : deux malades
Tour : très malsaine ; j’ai manqué m’y trouver mal ; il y avait trois malades très faibles.
Première chambre de la cour : trois malades.
Deuxième chambre de la cour : trois malades.
Il faut enlever le mânis (sic : détritus) qui se trouve dans le réduit ; il faut procurer du vinaigre et des ustensiles propres à faire des fumigations. »

Malgré plusieurs délibérations du district et du département aucun autre local n’est trouvé pour transférer les détenus. L’épidémie finit cependant par s’estomper, elle fait 38 morts en germinal, 12 en floréal et 14 en prairial. 
Le 26 juin 1794, à la demande du représentant Jean-Baptiste Bô, les commissaires dressent un procès-verbal concernant le Bouffay après inspection :

« La grande cour est le seul préau de la prison ; elle est obstruée par une chapelle et par plusieurs loges ou cabanes très irrégulières ;… il faut abattre tous ces bâtiments, afin de donner à la cour l’étendue dont elle est susceptible… Les greniers donnant sur le quai, et qui dans ce moment sont encombrés de prisonniers, n’ont pas des ouvertures suffisantes ; il faut en pratiquer plusieurs, surtout du côté de la cour. Les chambres qui sont immédiatement au-dessous de ces greniers renferment un grand nombre de prisonniers, à la raison de leur étendue, et il en est mort un sous leurs yeux, qui avait plutôt l’air d’être suffoqué que de mourir des suites d’une maladie. »

Le nombre des prisonniers diminue progressivement puis se stabilise. De 500 personnes en juin, il passe à 225 hommes et 105 femmes le 5 août 1794, puis 306 hommes et 124 femmes le 23 septembre, la plupart détenus de droit commun.
À la fin du mois de mars 1796, le général vendéen Charette est emprisonné au Bouffay avant son exécution place Viarme.
Le 20 octobre 1799, 2 000 Chouans de l'Armée catholique et royale du Maine, d'Anjou et de la Haute-Bretagne (4e division de Segré) réussissent un raid au cœur de Nantes, le colonel Mathurin Ménard, dit « Sans-Peur » s'empare de la prison du Bouffay et délivre 11 prisonniers royalistes, dont trois prêtres. Les Chouans refusent de libérer les détenus de droit commun qui sont laissés dans leurs cellules.